# 星野源のおんがくこうろん
『星野源のおんがくこうろん』（ほしのげんのおんがくこうろん）は、NHK Eテレで放送されている音楽教養番組。
星野源がホストをつとめ、パペットの「かいせついん」たちと毎回1人の「歴史を変えた」音楽家にスポットを当てて学んでいく30分の教養番組。
番組では、視聴者の好奇心や感性が刺激されることを、音楽の感受性が「田おこし」されると表現している。
2022年2月11日から3月11日にかけて、全4回のシリーズとして放送された。好評を受け、同年12月3日より、シーズン2を放送。シーズン2の最終回では、音楽家ではなく、リズムマシン・TR-808を取り上げた。
また、2024年10月11日から11月1日にかけては2年ぶりにシーズン3が放送された。10月4日には新シーズンの放送にさきがけて、シーズン2の「808」回のアンコール放送も行われた。

## 出演者
学ぶ人
- 星野源

進行
- 林田理沙（NHKアナウンサー）

かいせついん
- ヨシかいせついん（声 - 高橋芳朗）
- トシかいせついん（声 - 大和田俊之）
- シホかいせついん（声 - 渡辺志保）
- ゴウかいせついん（声 - 佐藤剛）
- ゾンビかいせついん（声 - 西田彩ゾンビ）
- マサかいせついん（声 - 原雅明）
- アキかいせついん（声 - 高橋アキ）
- ミユかいせついん（声 - 白石美雪）
- マコトかいせついん（声 - 小曽根真）
- シノかいせついん（声 - 岡村詩野）
- トオルかいせついん（声 - 橋本徹）
- マバかいせついん（声 - mabanua）
- ミナコかいせついん（声 - 池城美菜子）

## 放送リスト
| 回     | 初回放送日     | テーマ                                                          | かいせついん                        | VTRゲスト                          |
| ------ | -------------- | --------------------------------------------------------------- | ----------------------------------- | ---------------------------------- |
| 第1回  | 2022年2月11日  | ビートの求道者 J・ディラ                                        | ヨシかいせついん トシかいせついん   | mabanua                            |
| 第2回  | 2022年2月18日  | アメリカ音楽を作った天才作曲家 ジョージ・ガーシュウィン         | ヨシかいせついん トシかいせついん   | 角野隼斗                           |
| 第3回  | 2022年2月25日  | 楽器が弾けない世界的ソングライター アリー・ウィリス             | ヨシかいせついん シホかいせついん   | アル・マッケイ                     |
| 第4回  | 2022年3月11日  | 日本のスタンダード・ソングを作った天才ジャズピアニスト 中村八大 | ヨシかいせついん ゴウかいせついん   | -                                  |
| 第5回  | 2022年12月3日  | 限られた機材で無限の音を作り出した音楽家 レイ・ハラカミ         | ゾンビかいせついん マサかいせついん | 岸田繁（くるり） 矢野顕子 由良泰人 |
| 第6回  | 2022年12月10日 | 音楽業界の常識を覆したラッパー ミッシー・エリオット             | シホかいせついん ヨシかいせついん   | -                                  |
| 第7回  | 2022年12月17日 | 音楽の概念を問い直し続けた芸術家 ジョン・ケージ                 | アキかいせついん ミユかいせついん   | -                                  |
| 第8回  | 2022年12月24日 | 世界の音楽を変えたジャパニーズマシン 808                        | トシかいせついん ヨシかいせついん   | アーサー・ベイカー                 |
| 第9回  | 2024年10月11日 | 理想の音を追い求めるジャズピアニスト キース・ジャレット         | マコトかいせついん マサかいせついん | -                                  |
| 第10回 | 2024年10月18日 | アメリカンポップスの礎を築いたベーシスト キャロル・ケイ         | シノかいせついん ヨシかいせついん   | -                                  |
| 第11回 | 2024年10月25日 | 謎多き天才トラックメイカー Nujabes                              | トオルかいせついん マバかいせついん | m-flo 渡辺信一郎                   |
| 第12回 | 2024年11月1日  | 音楽で世界を変えるアーティスト ビヨンセ                         | ミナコかいせついん シホかいせついん | -                                  |